# Marino Alonso
Marino Alonso (* 11. November 1965 in Zamora, Provinz Zamora) ist ein ehemaliger spanischer Radrennfahrer.

## Sportliche Laufbahn
1985 erhielt Marino Alonso beim französischen Team Fagor seinen ersten Vertrag, in der Saison darauf wechselte er zu Teka, wo er bis 1989 blieb. 1988 ging er bei den Straßenweltmeisterschaften an den Start und wurde 69. im Straßenrennen.
Von 1990 bis 1998 gehörte Alonso zum Team Banesto, wo er bis zu dessen Rücktritt als Domestik des fünfmaligen Tour-de-France-Siegers Miguel Indurain fungierte. Bis zum Ende seiner Radsportlaufbahn im Jahre 1998 startete er bei 18 großen Landesrundfahrten, allerdings nur bei der Tour und der Vuelta a España, nicht beim Giro d’Italia. 1993 und 1994 gewann er bei der Vuelta jeweils eine Etappe. Er nahm an den Olympischen Spielen 1996 im Straßenrennen teil und belegte Platz 101.
Darüber hinaus errang Alonso zahlreiche Etappensiege, vor allem bei spanischen Rundfahrten. 1989 gewann er die Vuelta a Murcia und 1994 die Vuelta a Aragón. Zweimal – 1995 und 1997 – siegte er beim Eintagesrennen Trofeo Luis Ocaña.

## Erfolge
1987
- eine Etappe Volta Ciclista a Catalunya
- eine Etappe Euskal Bizikleta

1988
- eine Etappe Subida al Naranco
- eine Etappe Vuelta a La Rioja

1989
- Gesamtwertung Vuelta a Murcia
- eine Etappe Volta Ciclista a Catalunya

1990
- eine Etappe Vuelta a Cantabria
- eine Etappe Euskal Bizikleta

1992
- eine Etappe Vuelta a Asturias

1993
- eine Etappe Vuelta a España

1994
- eine Etappe Vuelta a España
- Gesamtwertung Vuelta a Aragón
- Trofeo Comunidad Foral de Navarra

1995
- Trofeo Luis Ocaña

1997
- Trofeo Luis Ocaña
- eine Etappe Vuelta a los Valles Mineros

## Grand Tour-Platzierungen
| Grand Tour            | 1988 | 1989 | 1990 | 1991 | 1992 | 1993 | 1994 | 1995 | 1996 | 1997 | 1998 |
| --------------------- | ---- | ---- | ---- | ---- | ---- | ---- | ---- | ---- | ---- | ---- | ---- |
| Tour de FranceTour    | –    | –    | 96   | 123  | DNF  | 72   | DNF  | 78   | 66   | 61   | DNF  |
| Vuelta a EspañaVuelta | DNF  | 28   | 75   | 56   | 94   | 21   | 34   | 46   | 57   | 35   | –    |